# أليكس الأول
القيصر  أليكس ميخايلوفيتش (9 مارس 1629- 29 يناير 1676) إمبراطور روسيا الثانى وحاكمها من 1645 وحتى وفاته. تولى الحكم خلفا لوالده المتوفى القيصر ميخائيل فيدروفتش، والدته إيدوكسيا ستريشنيفا. كان من أكثر معرفة وعلما في عهده فكان يخط المراسيم والوثائق الهامة، كان يدع تيشاتشي أي الأهدأ بسبب طبيعته الهادئة والوديعة. شهد عهده نشاطا في السياسة الخارجية وو الإصلاحات الداخلية وسن القوانين كما أنه قام بنقل بعض سلطاته الخاصة إلى الدوما. أهم ما شهدته حقبته كان صد هجمات تتر القرم على مركز البلاد إضافة إلى توحيد روسيا وأوكرانيا، دفن في كاتدرائية الملائكة بالكرملين ومن أولاده القيصر إيفان الخامس والقيصر بطرس الأكبر أو (بيتر الأول) وخلفه أبنه القيصر فيودر الثالث.